# 美浜駅
美浜駅（みはまえき）は、福井県三方郡美浜町松原35番1号に所在する、西日本旅客鉄道（JR西日本）小浜線の駅である。

## 歴史
- 1917年（大正6年）12月15日：官設鉄道（後に日本国有鉄道）小浜線の敦賀駅 - 十村駅間開通時に、河原市駅（かわらいちえき）として設置[1][2][3]。旅客および貨物の取扱を開始[1]。
- 1956年（昭和31年）4月10日：美浜駅に改称[1][3]。
- 1967年（昭和42年）2月15日：駅舎改築[4]。
- 1973年（昭和48年）3月15日：貨物の取扱が廃止[1]。しかし、まれに三菱電機の変圧器の輸送が赤穂線西浜駅から当駅まで行われている。
- 1984年（昭和59年）2月1日：荷物扱い廃止[1]。
- 1987年（昭和62年）4月1日：国鉄分割民営化により、西日本旅客鉄道の駅となる[1]。
- 1990年代：キオスクの営業を終了。[要出典]
- 2002年（平成14年）8月：列車を全面運休してホーム、跨線橋などを改修。
- 2003年（平成15年）
  - 3月1日：みどりの窓口を開設。
  - 3月15日：電化開業。観光協会が新駅舎で業務開始。
- 2025年（令和7年）3月16日：みどりの窓口の営業を終了[5]。
- 時期未定：簡易委託を解除し、無人化（予定）[6]。

## 駅構造

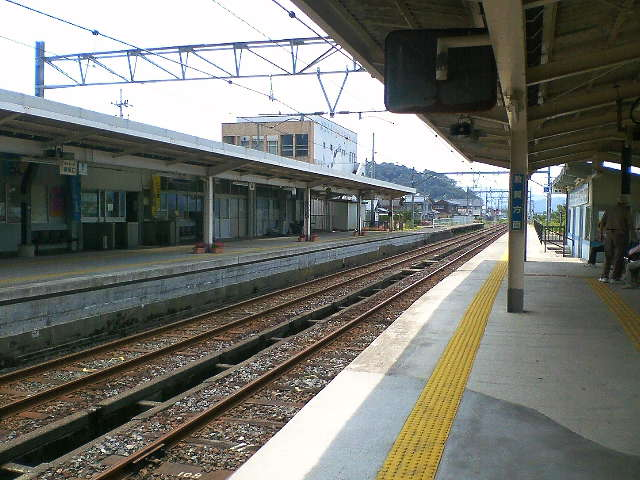
ホーム（2006年6月）

相対式ホーム2面2線を有する地上駅である。当駅で列車交換が行われる。駅舎側のホームが2番のりばで、1番のりばへは跨線橋（小浜線電化時に設置）を使って移動する。1番のりばが下り本線、2番のりばが上り本線である。ホームは架線の関係から電化に当たって嵩上げ工事が実施された。
駅舎は鉄筋コンクリート造の一部2階建てで、小浜線電化開業時に改築され、2008年（平成20年）には窓口もリニューアルされた。金沢支社が管理し、美浜町観光協会が窓口業務を受託する簡易委託駅。みどりの窓口（マルス端末）が設置されていたが、2025年（令和7年）3月16日に営業を終了し、以降は指定席券の販売は行なっていない。

### のりば
| のりば | 路線    | 方向 | 行先             |
| ------ | ------- | ---- | ---------------- |
| 1      | ■小浜線 | 下り | 敦賀方面         |
| 2      | ■小浜線 | 上り | 小浜・東舞鶴方面 |

付記事項
- 接近警告機から鳴るメロディは、1番のりば（下り）が「村の鍛冶屋」、2番のりば（上り）が「ローレライ」である。
- かつて運行された急行「わかさ」は、当駅に停車していた。

## 利用状況
JR西日本の移動等円滑化取組報告書によると、2023年（令和5年）度の1日平均乗降人員は338人である。
「福井県統計年鑑」によれば、近年の1日平均乗車人員は以下の通り。
| 年度   | 1日平均 乗車人員 |
| ------ | ---------------- |
| 1997年 | 355              |
| 1998年 | 337              |
| 1999年 | 336              |
| 2000年 | 308              |
| 2001年 | 297              |
| 2002年 | 284              |
| 2003年 | 266              |
| 2004年 | 242              |
| 2005年 | 241              |
| 2006年 | 265              |
| 2007年 | 264              |
| 2008年 | 268              |
| 2009年 | 265              |
| 2010年 | 276              |
| 2011年 | 284              |
| 2012年 | 279              |
| 2013年 | 249              |
| 2014年 | 230              |
| 2015年 | 276              |
| 2016年 | 282              |
| 2017年 | 261              |
| 2018年 | 242              |
| 2019年 | 222              |
| 2020年 | 184              |
| 2021年 | 169              |

## 駅周辺
美浜町の中心駅。南側（駅舎側）を国道27号が、北側を若狭広域農道（若狭梅街道）が並行する。駅付近は田園風景が広がるが、国道側は民家が多く建つ。金融機関の支店や商店はこちら側に集約されている。
- 美浜町
  - 本庁
  - 生涯学習センターなびあす
  - 保健福祉センターはあとぴあ
  - 文化会館
- 敦賀美方消防組合美浜消防署
- 日本郵便美浜郵便局
- 関西電力原子力事業本部
- 道の駅若狭美浜はまびより
- 国道27号
- 福井県道214号日向郷市線
- 福井県道233号美浜停車場線
- 若狭広域農道（若狭梅街道）
- 美浜大橋
- 耳川

## バス路線
福鉄バス（敦賀方面）・美浜町コミュニティバス（美浜町内とレイクヒルズ美方病院を結ぶ）の各路線とチョイソコみはま（会員登録制デマンドバス。美浜町内の各地を運行する）が発着する。
北陸新幹線敦賀開業に関連して敦賀市、美浜町、若狭町を巡る「ゴコイチバス」が2021年（令和3年）の11 - 12月の土曜・日曜・祝日に試験運行され、当駅が発着点となっていた。期間限定運行ではあるが、2024年も運行されている。

## 隣の駅
西日本旅客鉄道（JR西日本）
■小浜線
東美浜駅 - 美浜駅 - 気山駅